# Heloderma
Heloderma (Wiegmann, 1829) è un genere di lucertole composto da cinque specie, tutte velenose. È l'unico genere esistente della famiglia Helodermatidae .

## Descrizione
Il genere Heloderma contiene il mostro di Gila e quattro specie di lucertole perlinate. Il mostro di Gila è un rettile grande, tozzo, il più delle volte lento che preferisce i deserti aridi. Le lucertole perlinate sono considerate più agili e sembrano preferire ambienti più umidi. Le code di tutte le specie di Heloderma sono utilizzate come organi di accumulo di grasso. Le squame della testa, della schiena e della coda sono perlinate, contenenti osteodermi per una migliore protezione. Le squame della pancia sono prive di osteodermi. La maggior parte delle specie è di colore scuro, con segni giallastri o rosati.

## Veleno
Le ghiandole velenifere di Heloderma si trovano all'estremità delle mascelle inferiori, a differenza delle ghiandole velenifere dei serpenti, che si trovano dietro gli occhi. Inoltre, a differenza dei serpenti, il mostro di Gila e le lucertole perlinate non hanno la muscolatura per iniettare immediatamente il veleno. Devono masticare la carne della vittima per poter liberare il veleno. Il veleno di Heloderma è usato solo in difesa. Si ritiene che le ghiandole velenifere si siano evolute all'inizio del lignaggio che porta ai moderni elodermatidi, poiché la loro presenza è indicata anche nel genere fossile Paraderma di 65 milioni di anni.

## Dieta
Gli Helodermatidae sono carnivori, predando roditori e altri piccoli mammiferi, e mangiando le uova di uccelli e rettili.

## Riproduzione
Tutte le specie di Heloderma sono ovipare. Il mostro di Gila in genere depone 6 uova, le lucertole perlinate fino a circa 18 uova. Confrontando le diverse specie, tutte le uova hanno una dimensione simile e lo stesso vale per i loro piccoli.

## Tassonomia
Genere Heloderma
- H. suspectum Cope, 1869
- H. horridum Wiegmann, 1829
- H. exasperatum Bogert & Martin Del Campo, 1956
- H. charlesbogerti Campbell & Vannini, 1988
- H. alvarezi Bogert & Martin del Campo, 1956

I membri del genere Heloderma hanno molti parenti estinti negli Helodermatidae la cui storia evolutiva può essere fatta risalire al periodo Cretaceo, con Estesia. Il genere Heloderma esiste dal Miocene, quando visse H. texana, e frammenti di osteodermi del mostro di Gila sono stati trovati nei depositi del tardo Pleistocene (8.000-10.000 anni fa) vicino a Las Vegas, Nevada. Poiché gli elodermatidi sono rimasti relativamente invariati morfologicamente, sono occasionalmente considerati fossili viventi. Sebbene le lucertole perlinate e il mostro di Gila appaiano strettamente imparentati con i varani dell'Africa, dell'Asia e dell'Australia, l'ampia separazione geografica e le caratteristiche uniche non trovate nei varanidi indicano che è più sensato inserirli in una famiglia separata.
La specie tipo è Heloderma horridum, descritta per la prima volta nel 1829 da Arend Wiegmann. Sebbene originariamente l'avesse assegnata al genere Trachiderma, sei mesi dopo lo cambiò in Heloderma, che significa "pelle borchiata", dalle parole del greco antico hêlos (ηλος) - la testa di un chiodo o di un perno - e derma (δερμα), che significa pelle.
Conrad et al., 2011 e Estes et al., 1988, utilizzando dati morfologici, collocarono Helodermatidae all'interno dei Varanoidea insieme a Lanthanotus borneensis e Varanus. Tuttavia, Estes et al., 1988 capirono che Helodermatidae si era separato in precedenza da Lanthanotus e Varanus, mentre Conrad et al., 2011 li raggruppa nello stesso punto di diramazione.
Al contrario, studi molecolari hanno identificato Heloderma come all'interno degli Anguioidea insieme agli Anguidae e agli Xenosauridae, ma in particolare come sister group degli Anguidae.

## In cattività
H. horridum, H. exasperatum e H. suspectum si trovano spesso in cattività e sono ben rappresentati negli zoo di gran parte del mondo. Le altre due specie di Heloderma, H. alvarezi e H. charlesbogerti, sono estremamente rare e si conoscono solo pochi esemplari in cattività.

## Rapporti con l'uomo
Di recente per la cura del diabete di tipo II, il comune diabete mellito, si sta sperimentando una molecola digestiva del mostro di Gila. In virtù del suo particolare metabolismo, e per la necessità di immagazzinare ed utilizzare le riserve energetiche per lunghi periodi, possiede delle particolari vie biochimiche. L'enzima exendin-4, rilasciato dalle ghiandole salivari è simile all'ormone umano GLP-1, differisce per un solo amminoacido, ed entra nella via metabolica, in cui è coinvolta anche l'Insulina. Questa molecola sembra promettere usi anche in altri campi medici.